# 수입무역어음
수입무역어음(輸入貿易 - , import trade bill)은 외화 매입에 필요한 원자금을 조달하기 위해 수입업자가 거래 은행을 통해 발행하는 어음이다. 수입업자가 상품을 수입한 경우 상대국의 수출업자는 대금 징수를 위한 외국환어음을 보내 온다. 따라서, 수입업자는 이 어음의 결제를 위한 외화를 매입해야만 한다.

## 같이 보기
- 무역어음